# Axinaea lanceolata
Axinaea lanceolata là một loài thực vật có hoa trong họ Mua. Loài này được Ruiz & Pav. mô tả khoa học đầu tiên năm 1794.